# زبان‌های چادی شرقی
زبان‌های چادی شرقی، شاخه‌ای از زبان‌های آفریقایی-آسیایی ست که در چاد مرکزی و قسمت‌هایی از نقاط مرزی کامرون و جمهوری آفریقای مرکزی به آن صحبت می‌کنند.

## زبان‌ها
زبان‌های چادی شرقی، حدود ۲۵ تا ۲۶ زبان است که از ۶ گروه و در ۲ شاخه اصلی تشکیل شده است.